# Шуто, Огюст-Пьер
Огюст-Пьер Шуто (фр. Auguste-Pierre Chouteau; 9 мая 1786, Сент-Луис, Луизиана, Испанская империя — 25 декабря 1838, Форт Гибсон, Индейская территория, США) — американский торговец пушниной, являлся членом богатой и влиятельной креольской семьи Шуто. Основал торговые посты на территории современного штата Оклахома.

## Биография
Огюст-Пьер Шуто родился в городе Сент-Луисе, который тогда принадлежал Испании. Его отцом был Жан-Пьер Шуто, один из первых поселенцев города, а матерью Пелажи Кирсеро. Одним из его братьев был Пьер Шуто-младший, основатель форта Пьер на территории современного штата Южная Дакота. Сводным братом, родившимся после того, как его отец женился на Брижит Сосье, был Франсуа Шуто, который основал торговый пост и был одним из первых поселенцев Канзас-Сити. 
В 1806 году Огюст-Пьер закончил Военную академию США. Прослужив небольшое время в армии, в 1807 году вышел в отставку и занялся торговлей пушниной. В том же году он с группой мехоторговцев попытался подняться по реке Миссури до поселения манданов, но из-за враждебности арикара экспедиция вынуждена была вернуться. Через год Огюст-Пьер снова попытался наладить торговлю с индейскими племенами верховьев Миссури и отправился с экспедицией к сиу. 
В 1809 году он женился на француженке Софи Лаббади, своей кузине и дочери преуспевающего торговца из Сент-Луиса. Став партнёром Миссурийской меховой компании, отправился торговать с индейскими племенами, вернувшись в Сент-Луис в 1810 году. Во время начала англо-американской войны был торговцем среди осейджей, позже служил капитаном территориальной милиции
. В 1814 году Огюст-Пьер был назначен индейским агентом осейджей, при этом продолжая нелегально торговать с ними. Живя с индейцами, он обзавёлся несколькими внебрачными детьми. Шуто участвовал в нескольких торговых экспедициях, которые познакомили его с различными ландшафтами и культурами индейцев Дикого Запада. Во время продолжительного путешествия в регион верхнего течения реки Арканзас с Жюлем Демуном в 1815—1817 годах он был задержан, его ценные торговые товары на 30 000 долларов конфискованы, а его партия временно заключена в тюрьму в Санта-Фе властями Новой Испании. После возвращения занялся коммерцией в Сент-Луисе, а позднее он успешно расширил семейную торговую деятельность в регионе, а позже построил новый торговый центр на реке Вердигрис.
В 1822 году вернулся к торговле с осейджами и другими индейскими племенами. Огюст-Пьер всегда вёл дела с индейцами честно, был уважаемым ими торговцем. Многие индейцы, особенно представители племён осейджей и команчей, доверяли совету Шуто и его способности поставлять товары белых людей для торговли. К середине 1830-х годов он управлял торговыми постами, простиравшимися до нынешней центральной и юго-западной Оклахомы. Хотя некоторые из его начинаний были успешными, его долги увеличились из-за ряда неудачных деловых решений. В 1832 году Вашингтон Ирвинг посетил и описал его пост. В дополнение к своей торговой деятельности, Шуто действовал как посредник между правительством США и различными индейскими племенами, включая осейджей, команчей, делаваров, кайова, и уичита. Его усилия способствовали подписанию первых договоров между федеральным правительством и племенами команчей и кайова.
В октябре 1838 года Шуто заболел. Он умер 25 декабря 1838 года в форте Гибсон и был похоронен на кладбище форта. Хотя причина смерти не установлена, возможно её следствием явилась сильная травма бедра, которая мешала ему ездить верхом.